# Eumusonia livida
Eumusonia livida es una especie de mantis de la familia Thespidae.

## Distribución geográfica
Se encuentra en Argentina, Bolivia, Brasil y  Paraguay.